# Valentin Adamberger
Valentin Josef Adamberger, noto in italiano anche il nome di Valentino Adamonti (Rohr, 22 febbraio 1740 oppure Monaco, 6 luglio 1743 – Vienna, 2 agosto 1804), è stato un tenore e insegnante di canto tedesco.

## Biografia
Nel 1755 studiò canto sotto la guida di Johann Evangelist Walleshauser (noto principalmente sotto il nome italianizzato di Giovanni Valesi) presso la Domus Gregoria (un'istituzione di Gesuiti) di Monaco. Nel 1760 entrò nella cappella del duca Clemens e nel 1770, dopo la morte di quest'ultimo, iniziò a prestare servizio presso la cappella di corte dell'elettore di Baviera. Dopo aver debuttato nel 1772 a Monaco, si esibì come tenore nelle opere serie in diverse città italiane, Modena, Venezia, Firenze, Pisa e infine, dal 1775 al 1777, a Roma, dove usò la forma italianizzata del suo nome e cognome, Valentino Adamonti. Nel 1779 cantò al King's Theatre di Londra e poco dopo apparve nei palcoscenici di Firenze e Milano. Dopo esser entrato in una compagnia operistica di singspiel, il 21 agosto 1780 fece il suo debutto viennese, città nella quale l'anno successivo si sposò con l'attrice Marie Anne Jacquet (1753-1804). Dopo la dissoluzione nel 1783 della compagnia di singspiel, Adamberger entrò in una compagnia teatrale italiana, dove fu sempre il primo tenore. Nel 1790 gli nacque la futura attrice Antonie Adamberger; si ritirò dalle scene nel 1793, ma rimase membro della cappella della corte imperiale prestando servizio come insegnante di canto.

## Considerazioni sull'artista
La voce di Adamberger fu universalmente ammirata dai contemporanei per la propria chiarezza, agilità e precisione, sebbene non fu risparmiato dalle critiche: Christian Friedrich Daniel Schubart e Mount Edgecumbe affermarono che essa tendeva ad assumera una qualità piuttosto nasale nelle note più alte, mentre Charles Burney, il quale era generalmente assai critico verso i cantanti, asserì che se egli avesse avuto una voce migliore sarebbe stato un miglior cantante.
Adamberger si esibì nel suo tempo in molte prime rappresentazioni di opere serie e oratori dei più imminenti compositori dell'epoca: Johann Christian Bach, Josef Mysliveček, Giuseppe Sarti, Pietro Alessandro Guglielmi, Antonio Sacchini, Ferdinando Bertoni e altri. A Vienna cantò anche nelle prime di celebri singspiel: Il ratto dal serraglio e L'impresario teatrale di Wolfgang Amadeus Mozart, Das Irrlicht di Ignaz Umlauf e Doktor und Apotheker di Carl Ditters von Dittersdorf. Sempre a Vienna egli prese parte anche alla produzione di opere di Gluck, tra cui, nel 1781, la prima rappresentazione della versione tedesca dell'Ifigenia in Tauride (Iphigenie auf Tauris), nella quale il ruolo baritonale di Oreste era stato per lui trasposto, dall'autore, in chiave di tenore.